# Prinia du Sierra Leone
Schistolais leontica
Espèce
Statut de conservation UICN

 EN  : En danger
Synonymes
Prinia leontica
Le Prinia du Sierra Leone (Schistolais leontica) ou Apalis du Sierra Leone, également connu sous le nom de Fauvette-roitelet aux yeux blancs, est une espèce de passereaux de la famille des Cisticolidae. 

## Description
Le Prinia du Sierra Leone a une longue queue et des ailes arrondies, un ventre blanchâtre, des flancs chamoisés, un bec fin et noir, des pattes roses relativement longues et un iris blanc crème.
C'est un petit oiseau : il mesure en moyenne 14 à 15 cm et pèse en moyenne 12 grammes.

## Habitat
On le trouve dans l'Est du Sierra Leone, au Sud de la Guinée, au Sud-Ouest de la Côte d'Ivoire et au Liberia,. Son habitat naturel est constitué de fourrés et de lisière de forêt, en particulier dans la zone de transition entre la forêt sous-montagnarde et la prairie sous-montagnarde.
Considérée comme « vulnérable » depuis 1994, l'espèce est considérée « en danger » depuis 2017. Son habitat est menacé par l'activité humaine : la déforestation afin d'établir des mines de minerai de fer et des terres cultivables réduit son habitat déjà très localisé,.